# Сарпинско-Даванская ложбина
Сарпинско-Даванская ложбина — одно из крупнейших понижений Прикаспийской низменности. Ложбина располагается по северо-западному краю Сарпинской низменности вдоль Ергеней в южном меридиональном направлении, а затем, распадаясь на рукава, меняет направление на юго-восточное.

## Описание ложбины

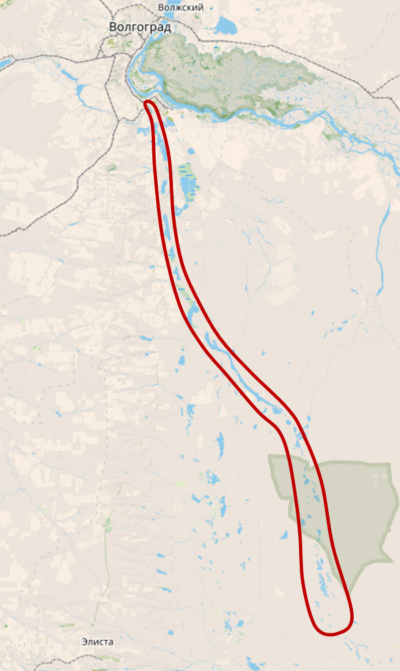
Географическое положение Сарпинско-Даванской ложбины на карте

Ложбина начинается в заканальной части Красноармейского района города Волгограда, на границе Сарпинской низменности и Ергеней. Проходя через ряд мелких Сарпинских озер на юг, ложбина распадается на рукава и заканчивается в лиманах, и только одна ложбина — Даван — направляется на юго-восток дальше, расширяясь до 11 км.  В этом месте левый её борт выражен в виде резкого обрыва высотой до 8 м, правый борт длинный и пологий. В южной части ложбины чередуются лиманы и солончаки, разделённые бэровскими буграми. Окончание ложбины по ее западному борту проследить невозможно, т.к. он плавно переходит пологие увалы. Ложбина теряется в песках на границе с пустыней Черные Земли на широте Астрахани.
Дно Сарпинско-Даванской ложбины плоское и понижено по отношению к окружающей поверхности на 4—8 метров. Ширина ложбины варьирует от 1 до 8 километров, длина составляет 310 километров.
Сарпинско-Даванская ложбина несет на себе чрезвычайно тонкий слой аллювия, не превышающего 2—3 м. Однако в северной части, там, где ложбина проходит непосредственно вдоль склона Ергеней, она засыпается аллювием, который приносят сюда водотоки балок, рассекающих Ергени. Аллювий в виде конусов выноса перегораживает ложбину и создает замкнутые понижения, на месте которых и расположились мелкие пересыхающие озёра и солончаки.

## Формирование ложбины
Сарпинско-Даванская ложбина, как и другие ложбины, широко распространенные в Северном Прикаспии, создана потоками, которые появились сразу после отступания с этой территории нижнехвалынского (т.е. древнего Каспийского) моря 14 -15 тысяч лет назад. Сарпинско-Даванская ложбина являлась одним из древних русел Волги, которое впадало в Каспийское море в районе устья реки Кумы. После углубления Волгой своего современного русла Сарпинско-Даванская ложбина отчленилась от нее, и дальнейшее существование ложбины происходило за счет временных потоков с Ергеней. В самом конце позднехвалынского времени Сарпинский и другие рукава начали отмирать, а большая часть стока стала устремляться по центральному рукаву реки, формируя современную долину Волго-Ахтубы, наблюдаемую от Волгограда до Астрахани. Многочисленные озера, окружающие ложбину в Приергенинской равнине и Сарпинской низменности, представляют собой бывшие заливы и лагуны отступившего моря (например, озеро Колтан-Нур).